# Pestalozzischule (Kaiserslautern)
Die Pestalozzischule in Kaiserslautern ist eine Grundschule. Benannt wurde sie nach dem Schweizer Pädagogen Johann Heinrich Pestalozzi.

## Geschichte
Die Pestalozzischule wurde in den Jahren 1956/57 nach den Plänen des Stadtbauamts gebaut.

## Beschreibung
Die Schule ist ein unter Denkmalschutz stehender mehrflügeliger Gebäudekomplex, errichtet teilweise aus Beton in Skelettbauweise. An einer der Außenwände ist ein Mosaik angebracht. Die Pestalozzischule steht in der Pfaffenbergstraße 108 am südlichen Stadtrand, in der Nähe der Technischen Universität.
Die Grundschule bietet spezielle Förderprogramme für hochbegabte Schüler.

## Belege
1. ↑  Bildungsserver Rheinland-Pfalz. Abgerufen am 25. September 2023.
2. ↑  Schulverzeichnis. (XLXS) Statistisches Landesamt Rheinland-Pfalz, April 2024, abgerufen am 9. April 2024 (Erhebung: Herbst 2023).
3. ↑  Verzeichnis der Kulturdenkmäler. (PDF) Kreisfreie Stadt Kaiserslautern, S. 13, abgerufen am 25. September 2023.
4. ↑  kaiserslautern.de